# Holczer Irma
Holczer Irma (Budapest, 1950. október 24. – 2022. február 6.) magyar klasszikus énektanár.

## Életpályája
Zenei általános, majd gimnáziumi tanulmányait után a Liszt Ferenc Zeneművészeti Főiskola énekművész-tanári szakán diplomázott 1977-ben. 1978–2013 között a Józsefvárosi Zeneiskola magánénektanára volt.
Tanított a Zeneakadémia Bartók Béla Konzervatóriumában, majd az Egressy Béni Református Művészeti Szakgimnáziumban és a Liszt Ferenc Zeneművészeti Egyetem Jazz Tanszékén is.